# Giovanni Galli
Giovanni Galli (Pisa, 1958. április 29. –) világbajnok olasz labdarúgó, kapus.

## Pályafutása

### Klubcsapatban
A Fiorentina csapatában kezdte a labdarúgást, ahol 1977-ben mutatkozott be az első csapatban és kilenc szezonon át szerepelt. 1986 és 1990 között az AC Milan kapuját védte és két bajnokcsapatok Európa-kupája címet nyert az együttessel. 1990 és 1993 között az SSC Napoli labdarúgója volt. 1993 és 1996 között, utolsó három aktív idényeiben évenként váltott klubot. Először a Torino FC, majd a AC Parma, végül a Lucchese labdarúgója volt. A pármai csapattal UEFA-kupát nyert 1994–95-ben. Az aktív labdarúgást 1996-ban hagyta abba.

### A válogatottban
1976 és 1982 között 23-szor játszott az olasz U21-es válogatottban. 1979–80-ban kilencszeres olimpiai válogatott volt. 1980 és 1986 között 19 alkalommal védett az olasz válogatottban. Tagja volt az 1980-as Európa-bajnoki negyedik helyezett csapatnak. 1982-ben Spanyolországban világbajnok lett az olasz válogatottal, de mérkőzésen nem szerepelt. Az 1986-os mexikói világbajnokságon már első számú kapusként vett részt, de a nyolcaddöntőben búcsúzott a csapattal a francia válogatottól elszenvedett 2–0-s vereség után.

## Sikerei, díjai
Olaszország
- Világbajnokság
  - világbajnok: 1982, Spanyolország
- Európa-bajnokság
  - 4.: 1980, Olaszország

 AC Milan
- Olasz bajnokság (Serie A)
  - bajnok: 1987–88
- Olasz szuperkupa (Supercoppa Italiana)
  - győztes: 1988
- Bajnokcsapatok Európa-kupája (BEK)
  - győztes: 1988–89, 1989–90
- UEFA-szuperkupa
  - győztes: 1989
- Interkontinentális kupa
  - győztes: 1989

 SSC Napoli
- Olasz szuperkupa (Supercoppa Italiana)
  - győztes: 1990

 AC Parma
- UEFA-kupa
  - győztes: 1994–95